# Saint-Jean-du-Bois
Saint-Jean-du-Bois là một xã trong tỉnh Sarthe ở tây bắc nước Pháp. Xã này nằm ở khu vực có độ cao từ 34-73 mét trên mực nước biển.